# Extrasystola
Extrasystola je srdeční stah, který přichází mimo pravidelný srdeční rytmus. Jeho příčinou je ložisko s abnormální elektrickou aktivitou v některém srdečním oddíle, z něhož se vzruch šíří na ostatní srdeční oddíly.

## Dělení
Podle místa vzniku rozeznáváme extrasystoly
- supraventrikulární – vznikají v síních (síňové extrasystoly) nebo převodním systému v oblasti AV junkce - tedy AV uzlu či Hisova svazku nad jeho dělením na Tawarova raménka (junkční extrasystoly). Na EKG je pro ně typické, že QRS komplex odpovídající aktivitě (stahu) komor je štíhlý, má tvar stejný jako QRS komplexy základního rytmu. Vlna P, která odpovídá na EKG aktivitě předsíní má tvar odlišný od normální P vlny, při zpětném šíření z oblasti AV junkce na předsíně může být negativní (opačný směr šíření oproti normálnímu sinusovému rytmus) nebo často chybí, protože je skryta v QRS komplexu.
- komorové – vznikají v převodním systému srdečním dále od dělení Hisova svazku na Tawarova raménka nebo v myokardu komor. Po komorách se tedy nešíří normální cestou, ale pracovním myokardem. QRS komplex má proto odchylný tvar a vzhledem k prodlouženému šíření vzruchu po komorách se QRS komplex rozšiřuje. Vlna T na EKG je opačného směru oproti QRS komplexu. Po komorové extrasystole následuje úplná kompenzační pauza: vzdálenost mezi normálními QRS komplexy před a za extrasystolou je rovna dvojnásobku normálního intervalu mezi QRS komplexy (na rozdíl od supraventrikulární extrasystoly, po které je kompenzační pauza neúplná)

Podle jejich tvaru možno dále rozlišovat
- monotopní extrasystoly - vychází všechny z jednoho místa a mají tedy stejný tvar
- polytopní extrasystoly - vychází z více ložisek, extrasystoly z různých ložisek se šíří různou cestou a tvarem P vlny resp. QRS komplexu se tedy liší

Podle jejich četnosti resp. vazbě ke QRS komplexům základního rytmu se komorové extrasystoly rozlišují na
- izolované, sporadické extrasystoly – vyskytují se jen ojediněle bez určité vazby
- bigeminie – každý druhý stah základního (obvykle sinusového) rytmu je následován extrasystolou
- trigeminie – každý třetí stah základního rytmu je následován extrasystolou
- kuplet – po jednom stahu základního rytmu následují dvě komorové extrasystoly za sebou
- triplet – po jednom stahu základního rytmu následují tři komorové extrasystoly za sebou
- pokud následují čtyři a více komorových extrasystol za sebou, mluvíme již o komorové tachykardii

## Příčiny
Ojedinělé extrasystoly se vyskytují i u zdravých jedinců a nemusí znamenat závažné postižení srdce. S věkem jejich výskyt roste.
Častěji se vyskytují u řady chorobných stavů, které postihují srdce či celý organizmus – např. ischémie srdeční, kardiomyopatie, myokarditida, chlopenní vady, např. prolaps mitrální chlopně, zhmoždění srdce, thyreotoxikóza, abnormální koncentrace některých minerálů v krvi (např. vápníku), poruchy dýchání či transportu krevních plynů, které vedou k nedostatku kyslíku ve tkáních či hromadění oxidu uhličitého (hypoxie, hyperkapnie), alkohol, drogy např. kokain, některé léky např. tricyklická antidepresiva, kouření, kofein, stres, nedostatek spánku, vyčerpání.

## Projevy a komplikace
Extrasystoly se nejčastěji neprojevují vůbec a zachytí se náhodně. Základem pro jejich rozpoznání je EKG křivka.
Část nemocných je vnímá jako bušení srdce (palpitace), tedy pocit přeskočení, nepravidelnosti tepu či vynechání tepu (časně přicházející extrasystola nemusí vést k dostatečně efektivnímu stahu, který vytvoří pulzovou vlnu a je také následován kompenzační pauzou). Zejména u nemocných se závažnějším postižením srdce mohou extrasystoly spouštět jiné, závažnější arytmie, obvykle na podkladě re-entry mechanizmu. Mohou se projevit i krátkodobou ztrátou vědomí – synkopou, celkovou slabostí, případně bolestí na hrudi. Podle novějších výzkumů mohou velmi četné komorové extrasystoly (řádově tisíce extrasystol za den) při dlouhodobějším trvání vést k rozvoji dilatační kardiomyopatie.

## Léčba
Důležité je rozlišit, zda se jedná o ojedinělé extrasystoly u jinak zdravého jedince, nebo o projev jiného, závažnějšího onemocnění. To je pak nutné léčit v první řadě, důležité je také upravit nerovnováhu v hladinách minerálů a vyloučit vyvolávající faktory (alkohol, kofein, nikotin, stres a podobně). Samotné extrasystoly obvykle léčbu nevyžadují, zvláště pokud je nemocný nevnímá. Pokud nemocnému dělají subjektivní potíže, používají se k jejich potlačení betablokátory či propafenon, případně v kombinaci s léky na celkové zklidnění.
U pacientů s četnými extrasystolami, kde lze očekávat komplikace, lze využít radiofrekvenční ablaci k odstranění jejich zdroje. Pokud komorové extrasystoly spouští závažnější komorové arytmie (komorové tachykardie) a nelze je potlačit léčbou, zavádí se nemocnému implantabilní kardioverter-defibrilátor.